# Quararibea yunckeri
Espèce
Statut de conservation UICN

 CR C2a : 
En danger critique
Quararibea yunckeri est une espèce de plantes de la famille des Malvaceae.

## Liste des sous-espèces
Selon Catalogue of Life (11 avril 2019) :
- sous-espèce Quararibea yunckeri subsp. izabalensis
- sous-espèce Quararibea yunckeri subsp. sessiliflora
- sous-espèce Quararibea yunckeri subsp. veracruzana
- sous-espèce Quararibea yunckeri subsp. yunckeri

Selon Tropicos (11 avril 2019) (Attention liste brute contenant possiblement des synonymes) :
- sous-espèce Quararibea yunckeri subsp. izabalensis W.S. Alverson ex Véliz
- sous-espèce Quararibea yunckeri subsp. sessiliflora Miranda ex W.S. Alverson
- sous-espèce Quararibea yunckeri subsp. veracruzana W.S. Alverson
- sous-espèce Quararibea yunckeri subsp. yunckeri

## Publication originale
- Publications of the Field Museum of Natural History, Botanical Series 9(4): 306. 1940. (22 Mar 1940)